# Ruský Hrabovec
Ruský Hrabovec – wieś (obec) na Słowacji położona w kraju koszyckim, w powiecie Sobrance. Pierwsze wzmianki o miejscowości pochodzą z roku 1567.
Według danych z dnia 31 grudnia 2012, wieś zamieszkiwało 315 osób, w tym 159 kobiet i 156 mężczyzn.
W 2001 roku rozkład populacji względem narodowości i przynależności etnicznej wyglądał następująco:
- Słowacy – 90,65%
- Czesi – 0,52%
- Rusini – 5,45%
- Ukraińcy – 1,56%

Ze względu na wyznawaną religię struktura mieszkańców kształtowała się w 2001 roku następująco:
- Katolicy rzymscy – 3,12%
- Grekokatolicy – 35,58%
- Prawosławni – 59,74%
- Ateiści – 0,26%
- Nie podano – 1,3%